# Gonzalo Pontón
Gonzalo Pontón Gómez (Barcelona, 1944) es un editor, crítico literario, historiador, políglota, traductor y ensayista español.

## Biografía
Se inició en el mundo editorial como corrector de imprenta. En 1964 empezó a trabajar como editor en Ariel, al tiempo que se licenció en Historia Moderna y Contemporánea por la Universidad de Barcelona, especialidad en historia económica contemporánea. En 1976 fundó la editorial Crítica con la que en 2007 obtuvo el premio Nacional a la Mejor Labor Editorial. Tras ser adquirida Crítica por la editorial Planeta, se separó de la misma y estuvo obligado a no editar hasta pasados dos años. Junto a sus hijos -entre ellos Gonzalo Pontón Gijón- fundó una nueva editorial que vio la luz en 2011, Pasado & Presente.
Con cerca de 2.500 libros editados a lo largo de su vida, aproximadamente la mitad de ellos de historia, y una vez que contractualmente no podía editar durante un tiempo tras el acuerdo con Planeta, se decidió a escribir su primer y único libro hasta la fecha (2018), La lucha por la desigualdad (ed. Pasado & Presente, 2016), por el que recibió en 2017 el premio Nacional de Ensayo que otorga el ministerio de Educación, Cultura y Deporte. El jurado justificó el premio «por la fluidez y erudición de la prosa, por su inteligente indagación en las raíces de la desigualdad y por su tratamiento de la Ilustración desde una perspectiva novedosa y actual». El libro trata de escudriñar el origen de la actual desigualdad que sitúa en el propio periodo ilustrado; es pues una «lectura crítica al llamado Siglo de las Luces» en el que el mito del ilustrado político, intelectual y económico favorecedor de las clases más desposeídas decae para convertirse en un defensor del capitalismo más clasista. En palabras del autor, los ilustrados «nunca creyeron en la libertad, la igualdad y la fraternidad» y manifestaron «una profunda repugnancia por las clases populares».
En 2019 es nombrado doctor honoris causa por la Universidad Pompeu Fabra.